# Club Sport Marítimo 2015-2016
Questa voce raccoglie le informazioni riguardanti il Club Sport Marítimo nelle competizioni ufficiali della stagione 2015-2016.

## Maglie e sponsor
| Casa | Trasferta |

Sponsor ufficiale: Banif
Sponsor tecnico: Nike

## Rosa
Rosa aggiornata al 2 settembre 2015
| N. |                       | Ruolo | Calciatore        |
| -- | --------------------- | ----- | ----------------- |
| 1  | Brasile (bandiera)    | P     | Wellington        |
| 2  | Portogallo (bandiera) | D     | João Diogo        |
| 3  | Portogallo (bandiera) | D     | Diney Borges      |
| 4  | Brasile (bandiera)    | D     | Deyvison          |
| 5  | Brasile (bandiera)    | D     | Dirceu            |
| 7  | Portogallo (bandiera) | C     | Alex Soares       |
| 9  | Brasile (bandiera)    | A     | Dyego Sousa       |
| 10 | Armenia (bandiera)    | C     | Gevorg Ghazaryan  |
| 11 | Brasile (bandiera)    | C     | Éber Bessa        |
| 12 | Portogallo (bandiera) | A     | Edgar Costa       |
| 14 | Portogallo (bandiera) | C     | Fernando Ferreira |
| 18 | Portogallo (bandiera) | D     | Luís Olim         |
| 21 | Portogallo (bandiera) | D     | Briguel           |

| N. |                       | Ruolo | Calciatore           |
| -- | --------------------- | ----- | -------------------- |
| 22 | Mali (bandiera)       | A     | Ulysse Diallo        |
| 25 | Portogallo (bandiera) | C     | Barata               |
| 26 | Brasile (bandiera)    | D     | Romário              |
| 29 | Portogallo (bandiera) | C     | Tiago Rodrigues      |
| 34 | Brasile (bandiera)    | D     | Raúl                 |
| 35 | Brasile (bandiera)    | C     | Fransérgio           |
| 41 | Portogallo (bandiera) | D     | Rúben Ferreira       |
| 50 | Portogallo (bandiera) | C     | António Xavier       |
| 78 | Francia (bandiera)    | P     | Romain Salin         |
| 90 | Senegal (bandiera)    | A     | Papa Babacar Diawara |
| 91 | Brasile (bandiera)    | D     | Patrick              |
| 99 | Brasile (bandiera)    | C     | Lynneeker            |